# Дочери тьмы (фильм)
«Дочери тьмы» (англ. Daughters of Darkness, фр. Les Lèvres rouges — «Алые губы») — кинофильм режиссёра Гарри Кюмеля 1971 года.

## Сюжет
Молодожёны, Стефан (Джон Карлен) и Валери (Даниель Уиме) путешествуют по континентальной Европе и держат путь в Британию. В городе Остенде они в ожидании парома решают поселиться в пустующем из-за межсезонья отеле.
Вечером в отель на старинном «Бристоле» прибывает ещё одна пара — старомодно одетая графиня Елизавета Батори (Дельфин Сейриг) со своей секретаршей Илоной (Андреа Рау). Консьерж сообщает графине, что видел её сорок лет назад, и с тех пор она совершенно не изменилась. Оставшись наедине в своём номере, графиня Батори и Илона ведут диалог, намекающий на то, что они являются вампирами.
Вечером по возвращении в отель молодожёны знакомятся с графиней и её спутницей. Графиня Батори рассказывает о том, что является далёким потомком Елизаветы Батори, венгерской графини, печально знаменитой убийствами сотен девушек в конце XVI века. Стефан пересказывает подробности применявшихся тогда пыток, и между ним и графиней возникает странное взаимное притяжение.
Дальнейшее общение этих двух пар приводит к череде трагических событий: смерть Илоны, соблазнение и обращение Валери графиней с последующим убийством Стефана. Валери и графиня Батори вместе уезжают из отеля, но не успевают найти укрытие до рассвета. Графиня погибает, Валери занимает её место, становится таинственной женщиной в чёрном плаще, ищущей новых жертв.

## Работа над фильмом
Предыдущий полнометражный фильм «Господин Гаварден» не имел большого успеха, так что Гарри Кюмель решил для следующего проекта сделать шаг в сторону эксплуатационного кино. Получение государственного финансирования для будущего фильма «Дочери тьмы» было маловероятным из-за сюжета, но в то же самое время проект выглядел достаточно коммерчески успешным для поиска дополнительных продюсеров, особенно после того как к участию удалось привлечь знаменитую французскую актрису Дельфин Сейриг.
Съемки начались в мае 1970 года в Остенде и Брюгге, хотя действие фильма происходит зимой.
По настоянию одной из кинокомпаний, Maya Films, название фильма для французского проката было изменено с первоначального фр. «Le rouge aux lèvres» на фр. «Les Lèvres rouges». Позднее в разных странах появилось большое количество различных названий для местного проката: от откровенно эксплуатационных — итал. «Vestala di Satane» («Сатанинские девственницы»), более умеренных — англ. «The Promise of Red Lips» («Обещание красных губ», альтернативное название для британского проката) до неопределённых — англ. «Erzebeth, Blood Love» («Эржебет, кровавая любовь») и англ. «Children of the Night» («Дети тьмы»). Наиболее часто используемым был вариант для американского проката — англ. «Daughters of Darkness» («Дочери тьмы»).

## В ролях
| Актёр           | Роль                  |
| --------------- | --------------------- |
| Дельфин Сейриг  | Графиня Батори        |
| Джон Карлен     | Стефан                |
| Даниель Уиме    | Валери                |
| Андреа Рау      | Илона Харци           |
| Пауль Эссер     | Консьерж отеля        |
| Жорж Жамен      | Отставной полицейский |
| Йорис Колле     | Дворецкий             |
| Фонс Радемакерс | Отец Стефана          |

## Факты
Фильм снят и озвучен полностью на английском языке, несмотря на то, что бо́льшая часть актёрского состава была родом из Франции, Германии и Фландрии. В отличие от большинства жанровых европейских фильмов 1970-х при последующем озвучивании не были задействованы другие актёры. Самостоятельное озвучивание актёрами, для которых английский не был родным языком, привело к появлению заметного акцента, особенно у Дельфин Сейриг, Андреа Рау и Пауля Эссера.

## Значение
В начале 2010-х журнал «Time Out» провёл опрос среди нескольких сценаристов, режиссёров, актёров и критиков, связанных с жанром хоррор на тему их любимого фильма ужасов. Фильм «Дочери тьмы» занял 90-е место в списке из 100 лучших фильмов ужасов.
Через несколько лет после премьеры фильм «Дочери тьмы» приобрёл определённую известность в арт-хаусных кругах, что сказалось на популярности режиссёра Гарри Кюмеля. В 1979 году кинокритик Дэвид Сорен написал книгу о творчестве Кюмеля.
В начале 1980-х в журнале «Jump Cut» появилась статья, в которой сюжет «Дочерей тьмы» трактовался с позиций межполовой борьбы за власть и контроль, и в итоге фильм был назван «феминистским».